# ホールディング・アウト・フォー・ア・ヒーロー
「ホールディング・アウト・フォー・ア・ヒーロー」（Holding Out for a Hero）は、ウェールズの歌手ボニー・タイラーが1984年の映画『フットルース』のサウンドトラックのために録音した曲。その後、彼女の6枚目のスタジオアルバム『Secret Dreams and Forbidden Fire』（1986年）にも収録されている。この曲はジム・スタインマンがプロデュースし、ディーン・ピッチフォードと共同作曲した。
この曲は、ヨーロッパ数カ国、カナダ、アメリカでトップ40に入るヒットとなった。1985年に再リリースされたイギリスでは2位を記録し（3週間保持）、アイルランドではシングル・チャートのトップになった。

## 背景
パラマウント・ピクチャーズはタイラーに1984年の映画『フットルース』のサウンドトラックのために曲を録音するよう依頼した。彼女は、当時CBS/コロムビアを通じて彼女のプロデューサーだったジム・スタインマンが、このプロジェクトで一緒に仕事をすることを条件に承諾した。スタインマンは、サウンドトラック・アルバムの全曲を共同作曲したディーン・ピッチフォードとこの曲を書いた。タイラーはロサンゼルスのパラマウント・ピクチャーズ・スタジオに招待され、「ホールディング・アウト・フォー・ア・ヒーロー」がどのようにプロットに組み入れられるか、映画の未編修映像を見た。

## 批評家の評価
The A.V. Clubのウィリアム・ヒューズは回顧的なレビューで、この曲について「その年代の（そして作曲家の）典型的な行き過ぎのうち最悪のものをいくつか示している。歌詞は笑いを誘うものだし、重厚なシンセサイザーとピアノのリフはチーズに近い危険なものだ」としながらも、「しかし、これらのパーツの合計は、その限界を超え、最高のトーチソングだけができるように、純粋な感情的欲求に直接引っかかる」と付け加えている。
Metal Hammerのポール・ステニングは「究極のロック・アンセム」と評し、「このような大げさな表現ができるのはジム・スタインマンだけで、この場合はタイラーの独特の声と完璧にカップリングしている」と述べた。

## ミュージック・ビデオ
「ホールディング・アウト・フォー・ア・ヒーロー」のミュージック・ビデオは、ジェフリー・アベルソンが制作し、ダグ・ダウドゥルが監督、キース・ウィリアムズがコンセプトを担当した。撮影はアリゾナ州のグランド・キャニオンとカリフォルニア州のヴェルザット・ランチで行われた。『フットルース』のプロモーションのために公開された2作目のビデオで、ビデオには映画の映像は一切使用されていない。

## カバーバージョンとメディア利用
この曲は、数多くのCMや映画、テレビのサウンドトラックに採用され、様々なアーティストによってカバーされている。1984年にはE・G・デイリーのバージョンがテレビシリーズ『トップモデル諜報員 カバー・アップ』のテーマとして使用された。1984年、麻倉未稀の日本語バージョンがテレビシリーズ『スクール☆ウォーズ〜泣き⾍先⽣の7年戦争〜』のテーマとして使用された。2004年にはジェニファー・ソーンダースが『シュレック2』のためにこの曲のバージョンを録音した。ソーンダースのバージョンはその後、2010年ユースオリンピックの開会式で使用された。エラ・メイ・ボーウェンは2011年のリメイク版『フットルース 夢に向かって』のためにこの曲のカバーを録音している。2023年に公開されたザ・スーパーマリオブラザーズ・ムービーにも挿入歌で使用されている。
この他、タモリ倶楽部のミニコーナー空耳アワーでも紹介されたことがある。